# Enrico Cosenz

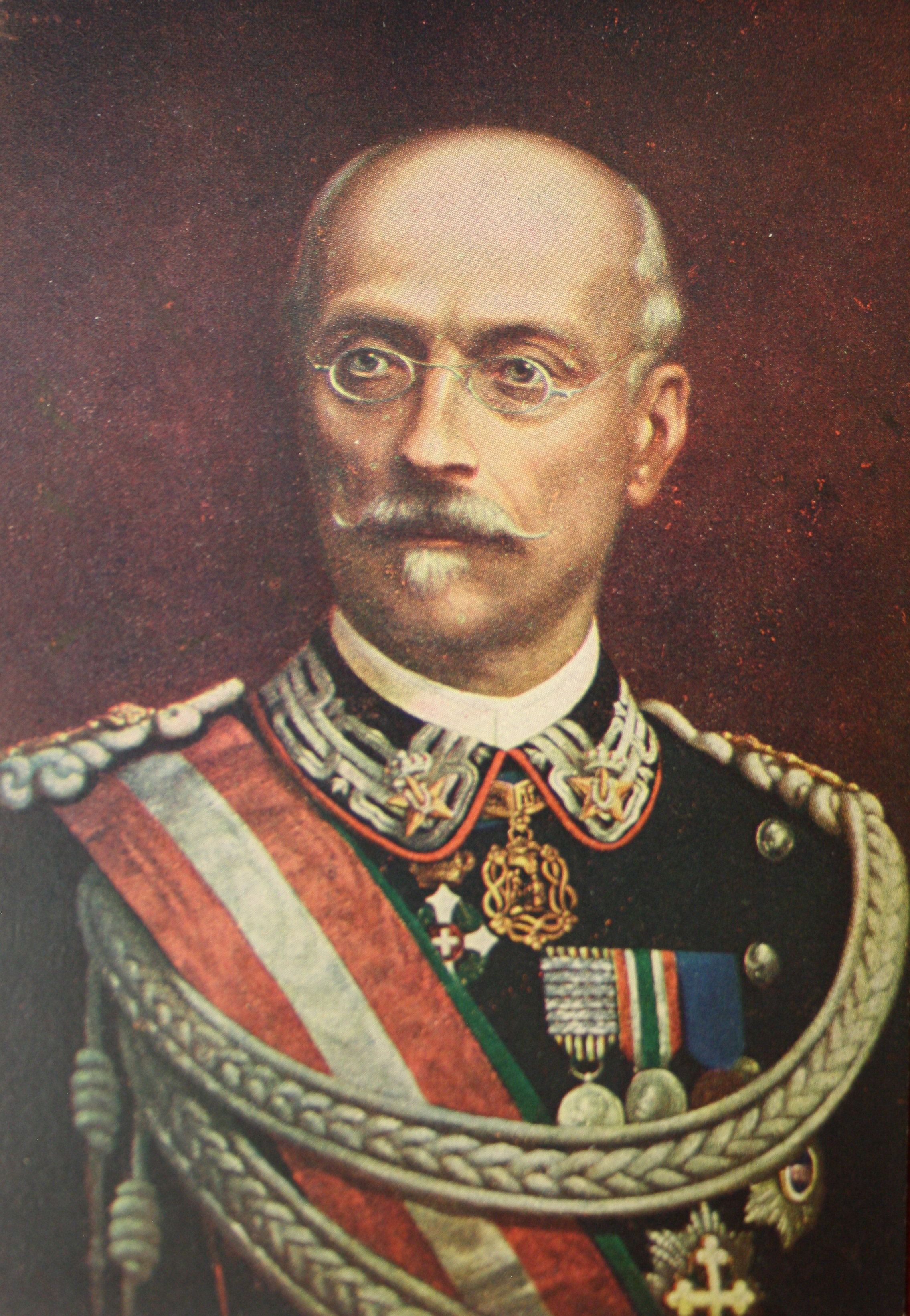
Enrico Cosenz

Enrico Cosenz (* 12. Januar 1820 in Gaeta; † 28. September 1898 in Rom) war ein italienischer General und von 1882 bis 1893 erster Generalstabschef des italienischen Heeres.
Der Großvater, François Cousin, ein Franzose, hatte sich Mitte des 18. Jahrhunderts in Neapel niedergelassen. Sein Vater Luigi diente unter Murat und dann in der bourbonischen Armee im Königreich beider Sizilien und stieg bis zum Feldmarschall der Pioniertruppen auf. Cosenz trat 1840 als Offizier in die Armee des Königreich beider Sizilien ein, zog mit dieser 1848 nach Oberitalien und blieb nach deren Rückkehr in die Heimat in Venedig, an dessen hartnäckiger Verteidigung gegen die Österreicher er hervorragenden Anteil nahm.
Nach der Übergabe Venedigs 1849 lebte er in ärmlichen Verhältnissen als Oberst in Turin. 1859 trat er als Major in das Alpenjägerkorps Garibaldis ein, nahm im Juli 1860 als Befehlshaber der dritten Freiwilligenexpedition am Zuge Garibaldis nach Sizilien teil, zeichnete sich im Gefecht bei Milazzo aus und wurde unter der Diktatur Garibaldis in Neapel Kriegsminister.
1861 trat er als Generalleutnant in die italienische Armee ein, befehligte lange Zeit eine Division, dann das 1. Armeekorps in Turin und wurde 1881 erst zum Komiteevorsitzenden des zu konstituierenden Generalstabs und im Jahr darauf zum ersten Generalstabschef des italienischen Heeres ernannt.
Von 1860 bis 1872 war er Mitglied der Abgeordnetenkammer, in welcher er auf der Rechten saß. Ab 1872 war er Senator. 1893 trat er aus dem aktiven Dienst aus und wurde 1896 schließlich in den Ruhestand versetzt. Cosenz galt als der gelehrteste Offizier Italiens. Unter seiner Leitung als Generalstabschef wurde die italienische Armee neuorganisiert und modernisiert. Cosenz war es auch, der trotz Dreibunds 1885 die ersten Pläne für den Bau von Grenzbefestigungen an der Grenze zum verbündeten Österreich-Ungarn ausarbeitete.
Enrico Cosenz starb am 28. September 1898 in Rom.